# روهلشتورف
روهلشتورف (به آلمانی: Rohlstorf) یک شهر در آلمان است که در زگه‌برگ واقع شده‌است. روهلشتورف ۱٬۱۹۶ نفر جمعیت دارد.